# Santa Comba de Bande

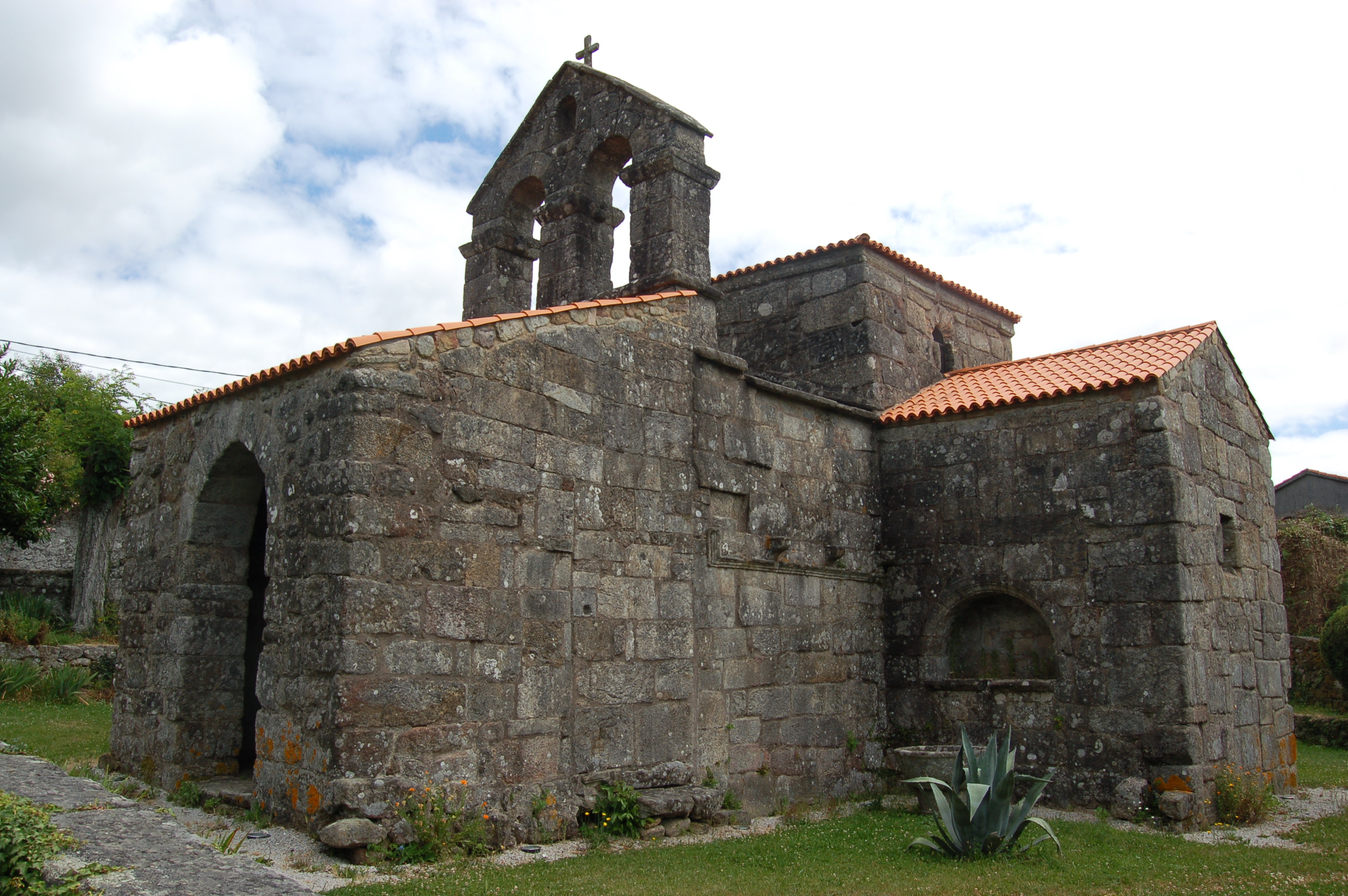
Santa Comba de Bande

Santa Comba de Bande ist eine vorromanische Kirche aus westgotischer Zeit. Sie liegt in der Parroquia Santa Comba in der Gemeinde Bande, ca. 50 km südlich von Orense, und gehört zur gleichnamigen Provinz der autonomen spanischen Region Galicien. Bereits im Jahr 1921 wurde die Kirche zum Kulturdenkmal (Bien de Interés Cultural) erklärt.

## Geschichte

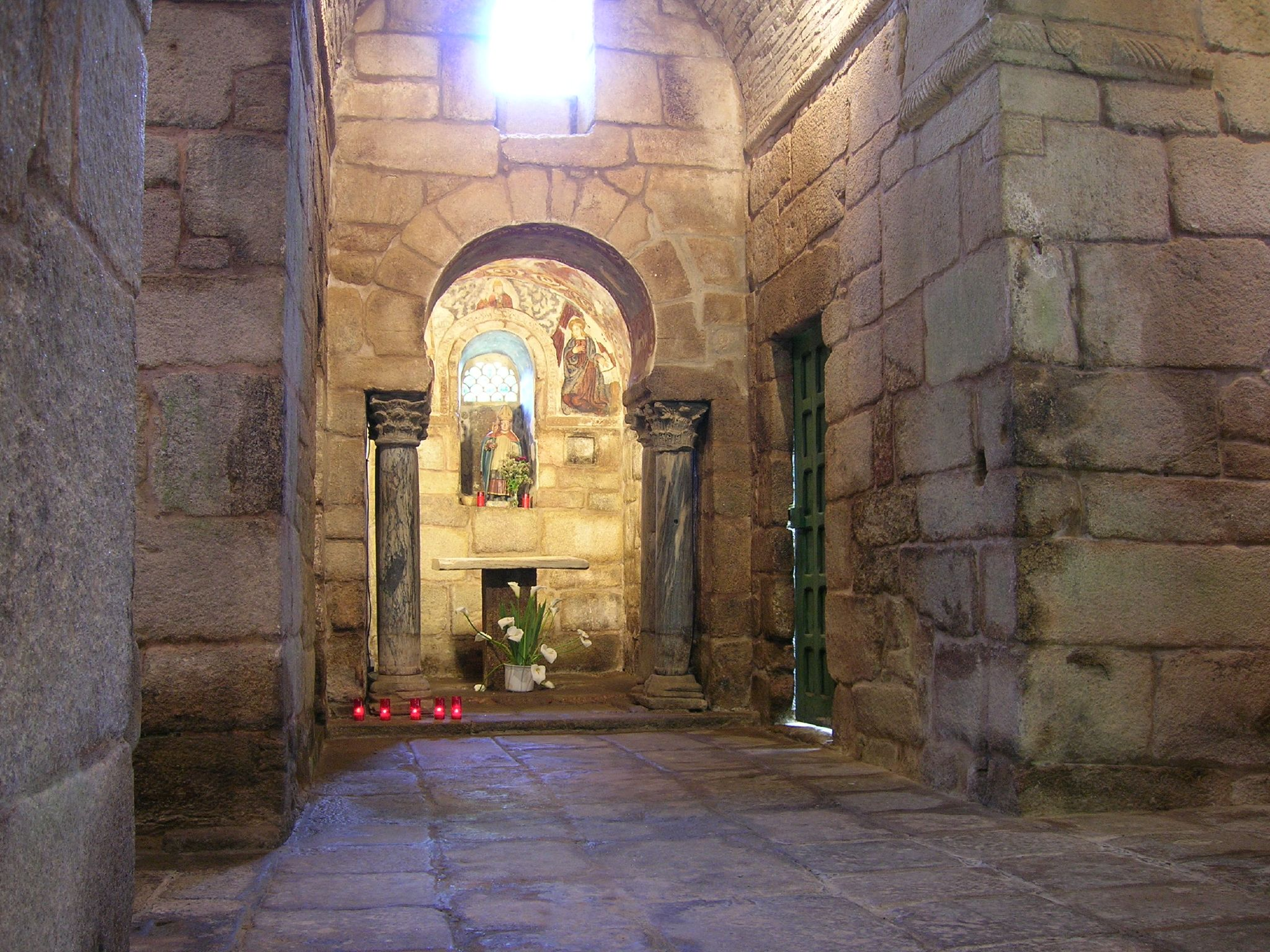
Innenansicht

Santa Comba de Bande gehörte zu einem Kloster, das im 7. Jahrhundert gegründet wurde. Die Kirche ist der heiligen Kolumba von Sens geweiht, die – der Legende zufolge – während der Christenverfolgung unter dem Kaiser Aurelian (reg. 270–275) in der französischen Stadt Sens den Märtyrertod erlitten haben soll. Seit dem 7. Jahrhundert wird die heilige Kolumba in Spanien verehrt. Aus einem Kartular der Abtei San Salvador in Celanova geht hervor, dass der asturische König Alfons III. (866–910) um 872 die Wiederbesiedlung der Gebiete um Chaves (heute Portugal) angeordnet habe. In diesem Zusammenhang werden Ländereien am Ufer des Río Lima erwähnt mit „sehr alten Kirchen, die der Jungfrau und Märtyrerin Kolumba geweiht sind und die seit 200 Jahren und mehr aufgegeben wurden“. Man nimmt an, dass das Kloster im 9. Jahrhundert wiedererrichtet wurde, wobei Baumaterial aus westgotischer Zeit wiederverwendet wurde.
Im Jahr 1932 wurden unter Leitung des Architekten Alejandro Ferrant Restaurierungsarbeiten durchgeführt. Dabei wurden die Fundamente von quadratischen Anbauten freigelegt, die sich im Norden und Süden an die Kirche anfügten. Mit diesen Anbauten, von denen nur einer am nördlichen Querhaus erhalten ist, entstand ein Rechteck von 12 × 16 Metern, aus dem nur die Apsis hervorragte. Vermutlich wurden in den westlichen Anbauten Pilger oder Reisende aufgenommen, in den beiden östlichen, die nur einen Zugang zur Kirche hatten, waren wohl Mönchszellen untergebracht. Der offene Glockenturm (Espadaña) und ein Teil des Atriums sind Hinzufügungen aus späterer Zeit.

## Architektur

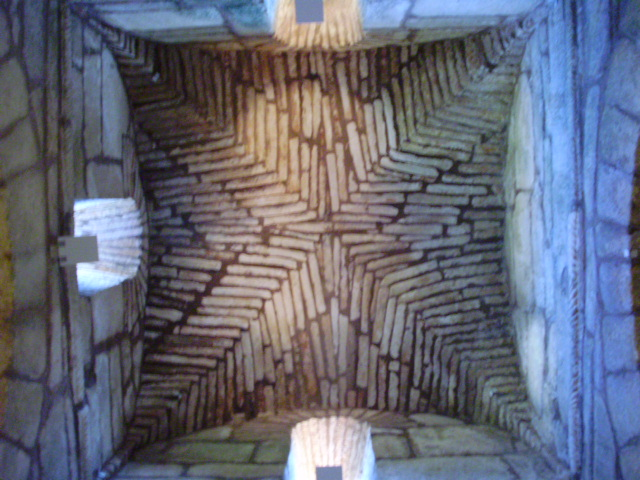
Vierungskuppel mit Kreuzgratgewölbe und opus spicatum

Das Mauerwerk besteht aus unterschiedlich großen Granitquadern, die in waagrechten Schichten aneinandergereiht sind. Der Grundriss der Kirche ist ein griechisches Kreuz, dem im Osten eine Apsis und im Westen eine Vorhalle hinzugefügt wurden. Die Vorhalle ist mit einem Pultdach gedeckt, die anderen Raumteile haben ein Satteldach.

### Innenraum
Die vier Kreuzarme, die von der Vierung ausgehen, tragen ein aus Ziegeln gemauertes Tonnengewölbe in schwach ausgeprägter Hufeisenform. Auch die Schildbögen der Vierungskuppel sind entsprechend der westgotischen Form des Hufeisenbogens nur wenig überzogen im Gegensatz zum mozarabischen Hufeisenbogen, der wesentlich stärker geschlossen ist. Unter dem Gewölbeansatz verläuft ein Fries von Taubändern, Weinranken und Blättern. 

### Vierung
Das Kreuzgratgewölbe der Vierung ist in der Technik des opus spicatum (Fischgrätmuster) aus Ziegel gemauert und erinnert an römische Bauten wie das Mausoleum der Galla Placidia in Ravenna. Der zentrale Raumteil unter der Vierung ist doppelt so hoch wie breit und besitzt auf allen vier Seiten schmale Fensteröffnungen in der Obergadenzone. 

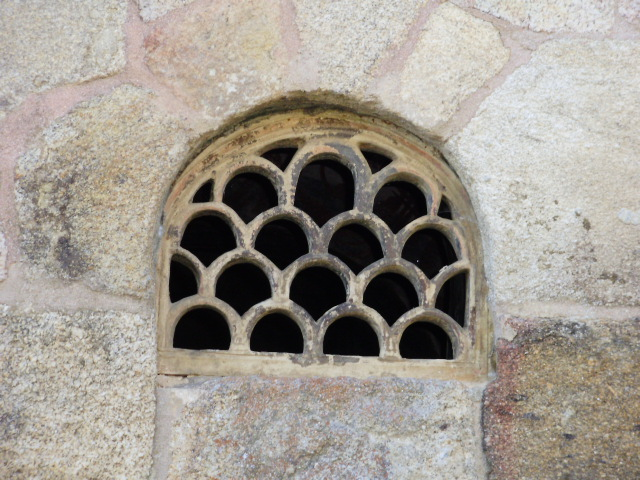
Transenne des Apsisfensters

### Apsis
Die Apsis ist quadratisch und tonnengewölbt. In der Mitte der Stirnwand ist ein Rundbogenfenster mit Transenne eingeschnitten, die in Form von übereinander liegenden Halbkreisen durchbrochen ist. Zur Apsis öffnet sich ein Hufeisenbogen, der aus großen, ungleichmäßigen Keilsteinen gebildet ist und auf Kämpfern mit je zwei Kapitellen aufliegt. Die schwarzen Marmorsäulen sind vermutlich Spolien eines römischen Bauwerks. Wie in anderen Kirchen aus der Westgotenzeit oder den vorromanischen Kirchen Asturiens befindet sich über der Apsis eine kleine Kammer (cámara oculta), die als einzige Öffnung ein Fenster zum Kircheninnenraum besitzt.

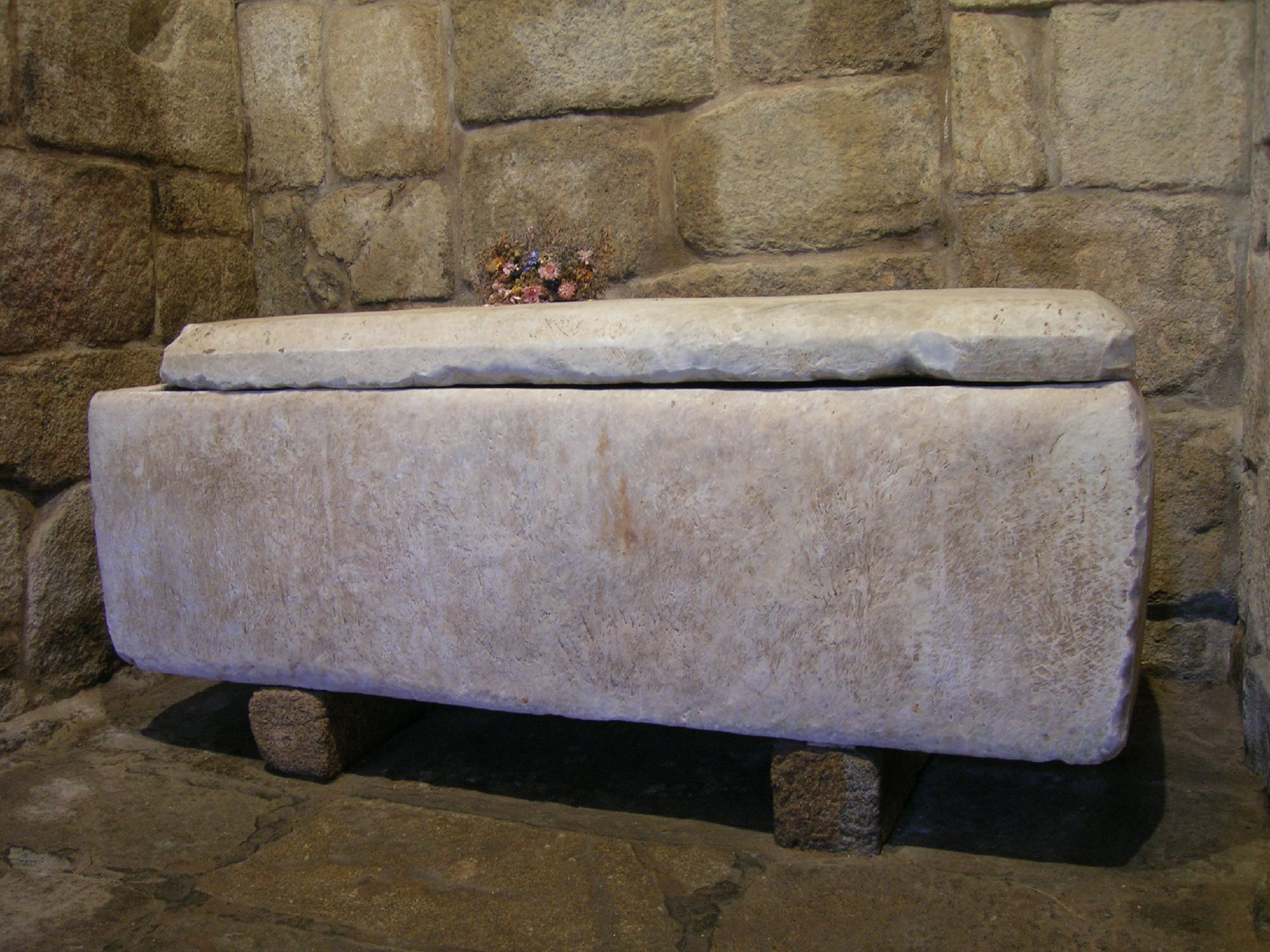
Grab des heiligen Torquatus von Acci

## Ausstattung
In der Kirche befindet sich ein Marmorgrab, in dem einst die Gebeine des heiligen Torquatus von Acci verehrt wurden, bevor man sie im Jahr 1601 in das Kloster San Salvador de Celanova überführte. Torquatus war nach der Überlieferung Bischof von Guadix und gehörte zu den legendären sieben Bischöfen, die von den Aposteln Petrus und Paulus nach Spanien gesandt worden sein sollen.